# Marta Mysur
Marta Mysur (ur. 17 sierpnia 1989 w Łasku) – polska zawodniczka taekwondo, kickboxingu, policjantka.

## Wykształcenie
Ukończyła studia magisterskie z pedagogiki resocjalizacyjnej (specjalizacja z profilaktyki uzależnień), oraz pedagogikę opiekuńczo-wychowawczą. Następnie studia podyplomowe z ekspertyzy dokumentów i badania pisma ręcznego. Jest też absolwentką studiów prawniczych.

## Osiągnięcia sportowe
Od 17 roku życia trenuje taekwondo. W Bełchatowskiej Akademii Taekwon-do (trener Wiktor Karnawalski), oraz w Combat Sports Academy w Dąbrowie Białostockiej (trener Tomasz Leszkowicz). Obecnie reprezentuje WSKT Wrocław. Posiada stopień mistrzowski V Dan. Od października 2013 roku jest zawodniczką reprezentacji Polski. Sześciokrotnie reprezentowała barwy narodowe. W 2018 roku zadebiutowała jako kick-boxerka.
Reprezentantka Polski w taekwondo od 2013 do 2021 roku.
2013
- Mistrzostwa Świata, Benidorm, Hiszpania, 23–27 października 2013 roku – 4. miejsce – Indywidualne techniki specjalne kobiet (Ind. Fem. Spec. Technics, Senior); – 6. miejsce – drużynowe techniki specjalne wśród kobiet (Team Fem. Spec. Technics, Senior).

2014
- Puchar Polski Seniorów i Młodzieżowców w Taekwon-Do, Ciechanów, 7–9 marca 2014 roku – Indywidualne układy kobiet III DAN 3 miejsce; – 2 miejsce w indywidualnych technikach specjalnych wśród kobiet.
- Mistrzostwa Europy Italy, Riccione, 24 kwietnia 2014 roku: – I miejsce drużynowe techniki specjalne kobiet (Senior Female Team Special Technics).
- XXVII Mistrzostw Polski Seniorów w Taekwon-do ITF, Częstochowa, 6–8 czerwca 2014 roku: – 1. miejsce w indywidualnych walkach kobiet w kat. – 75 kg; – 3. miejsce w indywidualnych układach kobiet III DAN; – 3. miejsce w indywidualnych technikach specjalnych wśród kobiet.
- Puchar Europy, VI European Taekwon-Do Cup 2014, Budapeszt, 11–12 października 2014 roku: – 1. miejsce Team Fem. Sp., Black Belts, Senior. – 2. miejsce Ind. Fem. Pattern, 3 Dan, Senior; – 3. miejsce; – Ind. Fem. Sp., Black Belts; – 2. miejsce poniżej 75kg wśród seniorów; – 2. miejsce Team Fem. Pattern, Black Belts, Senior.

2015
- Puchar Polski Seniorów w Taekwon-do, Ciechanów, 6–8 sierpnia 2015: – 3. miejsce w indywidualnych układach kobiet III Dan.
- Grand Prix Polski Seniorów w Taekwon-do, Pruszcz Gdański, 17–19 kwietnia 2015 roku: – 1. miejsce w indywidualnych układach kobiet III Dan, 1. miejsce – indywidualne techniki specjalne kobiet.
- Mistrzostwa Świata Seniorów w Taekwon-do, Jesolo we Włoszech, 27–31 maja 2015 roku – 1. miejsce w indywidualnych technikach specjalnych wśród kobiet, – 2. miejsce- drużynowe techniki specjalne kobiet, – 2. miejsce – drużynowe testy siły kobiet.
- XXVIII Mistrzostw Polski Seniorów i Młodzieżowców, Kłobuck, 25–27 września 2015 roku: – 3. miejsce – indywidualne układy kobiet III Dan, – 1. miejsce w indywidualnych technikach specjalnych wśród kobiet.
- XXX Mistrzostwa Europy Seniorów, Motherwell w Szkocji, 22–25 października 2015 roku: – 5. miejsce indywidualne techniki specjalne kobiet, – 1. miejsce drużynowe techniki specjalne kobiet.

2016
- Puchar Polski Seniorów, Rybnik, 12 marca 2016 roku: – II miejsce indywidualne walki kobiet pow. 75 kg, – II miejsce indywidualne techniki specjalne kobiet.
- Grand Prix Polski Taekwon-Do Seniorów, Bartoszyce, 1–3 kwietnia 2016 roku: – 3. miejsce indywidualne walki kobiet powyżej 75 kg.
- XXXI Mistrzostwa Europy w Taekwon-do, Tampere w Finlandii, 27 kwietnia – 1 maja 2016 roku: – 1. miejsce w drużynowych technikach specjalnych wśród kobiet, – 5. miejsce indywidualne układy kobiet IV Dan, – 5. miejsce indywidualne techniki specjalne kobiet.
- XXIX Mistrzostwa Polski Seniorów oraz Mistrzostwa Polski w Białej Podlaskiej, 10–12 czerwca 2016: – 3. miejsce indywidualne układy kobiet III-IV Dan, – 3. miejsce indywidualne walki kobiet powyżej 75 kg, – 3. miejsce w indywidualnych specjalnych technikach wśród kobiet.
- VI Puchar Świata, Budapeszt, Węgry, 12–16 października 2016 roku: – 2. miejsce indywidualne techniki specjalne.

2017
- Puchar Polski Juniorów i Seniorów w Taekwon-do ITF, Mykanów, 3–5 marca 2017 roku: – 2. miejsce indywidualne techniki specjalne kobiet, – 2. miejsce indywidualne układy kobiet IV Dan.
- Grand Prix Polski Seniorów i Juniorów w Taekwon-do, Bartoszyce, 1–2 kwietnia 2017 roku: – 3. miejsce indywidualne techniki specjalne kobiet.
- Mistrzostwa Europy Seniorów, Sofia, Bułgaria, 20–23 kwietnia 2017 roku: – 1. miejsce drużynowe techniki specjalne wśród kobiet, – 3. miejsce indywidualne techniki specjalne wśród kobiet, – 3. miejsce indywidualne układy kobiet IV-VI Dan.
- XXX Mistrzostwa Polski Seniorów, Ciechanów, 27–28 maja 2017 roku – 2. miejsce układy indywidualne kobiet III-IV Dan.
- VII Puchar Europy Seniorów w Taekwon-do, Kluż Napoca, Rumunia 24–26 czerwca 2017 roku – 1. miejsce indywidualne układy kobiet III-IV Dan; – 2. miejsce indywidualne walki kobiet poniżej 68 kg.
- Mistrzostwa Świata Seniorów w Taekwon-do, Dublin, Irlandia, 9–15 października 2017 roku: – 1. miejsce w drużynowych technikach specjalnych.

2018
- Puchar Polski Seniorów w Taekwon-do, Mykanów, 2–4 marca 2018 roku: – 3. miejsce indywidualne techniki specjalne kobiet, – 3. miejsce indywidualne układy kobiet III-VI Dan.
- Grand Prix Polski, Głubczyce, 23–25 marca2018 roku: – 2. miejsce układy indywidualne kobiet II-IV Dan, – 2. miejsce indywidualne techniki specjalne kobiet.
- Mistrzostwa Europy Seniorów w Taekwon-do, Maribor, Słowenia, 12–15 kwietnia 2018 roku: – 3. miejsce indywidualne układy kobiet IV-VI Dan, – 2. miejsce drużynowe układy kobiet, – 3. miejsce drużynowe techniki specjalne kobiet.
- Mistrzostwa Polski Seniorów w Taekwon-do, Kłobuck, 25–27 maja 2018 roku: – 2. miejsce indywidualne układy kobiet II-VI Dan, – 2. miejsce drużynowe układy kobiet, – 2. miejsce drużynowe walki kobiet; – 3. indywidualne techniki specjalne kobiet.
- Mistrzostwa Polski Służb Mundurowych w Kickboxigu, Wrocław, 12–13 października 2018 roku: – 1. miejsce formuła pointfighting, – 1. miejsce formuła kick light, – 3. miejsce formuła K1 Rules.
- Puchar Europy Seniorów w Taekwon-do, Sibiu, Rumunia, 25–28 października 2018 roku: – 1. miejsce indywidualne układy kobiet IV-VI Dan, – 2. miejsce drużynowe walki kobiet; – 2. miejsce drużynowe układy kobiet.
- Masters Mazowia Cup – Międzynarodowy Turniej Taekwon-do Seniorów, Ciechanów, 16–18 listopada 2018 roku: – 1. miejsce indywidualne układy kobiet IV-VI Dan, – 3. miejsce indywidualne walki kobiet kategoria poniżej 62 kg.

2019
- Latvian Cup 15–17 lutego 2019 roku: – 1. miejsce układy stopni mistrzowskich Seniorek, – 1. miejsce walki kategoria poniżej 62 kg seniorek, – 1. miejsce walka aranżowana seniorów, – 2. miejsce indywidualne techniki specjalne seniorek.
- Puchar Polski Seniorów w Taekwon-do, Nowa Ruda Słupiec, 1–3 marca 2019 roku: – 2. miejsce indywidualne układy kobiet IV-VI Dan, – 3. miejsce indywidualne techniki specjalne kobiet.
- Grand Prix Polski Seniorów w Taekwon-do, Głubczyce, 22–24 marca 2019 roku: – 2. miejsce indywidualne układy kobiet IV-VI Dan, – 3. miejsce indywidualne techniki specjalne kobiet.
- Mistrzostwa Świata Seniorów w Taekwon-do, Inzell w Niemczech, 22–28 kwietnia 2019 roku: – 3. miejsce drużynowe techniki specjalne seniorek.
- Mistrzostwa Polski Seniorów w Taekwon-do, Rybnik, 31 maja – 2 czerwca 2019 roku: – 2. miejsce indywidualne układy kobiet III-IV Dan, – 3. miejsce indywidualne techniki specjalne kobiet, – 3. miejsce drużynowe układy seniorek, – 3. miejsce drużynowe walki seniorek.
- Puchar Europy, Rosja, Sochi 6–9 czerwca 2019 roku: – 2. miejsce indywidualne układy kobiet IV-VI Dan, – 2. miejsce indywidualne walki kobiet poniżej 68 kg.
- III miejsce walka aranżowana seniorów: – 1. miejsce drużynowe walki seniorek, – 2. miejsce drużynowe układy seniorek.
- Mistrzostwa Polski Służb Mundurowych Chotowa, Grabiny, 27–29 września 2019 roku: – 1. miejsce pointfighting kategoria poniżej 60 kg, – 1. miejsce kicklight kategoria poniżej 60 kg, – 2. miejsce K1 kategoria poniżej 60 kg.
- Bośnia i Hercegowina, Sarajewo, 10–13 października 2019 roku: – 3. miejsce indywidualne układy stopni mistrzowskich IV-VI Dan, – 3. miejsce drużynowe układy seniorek, – 3. miejsce drużynowe techniki specjalne.

2020
- Luty 2020 Latvian Cup Taekwon-do 2020 w Rydze: – 1. miejsce układy kobiet III-IV Dan, – 1. miejsce walki kategoria poniżej 68 kg, – 1. miejsce techniki specjalne.
- Puchar Polski Wojska Polskiego i Służb Mundurowych w Kickboxingu, 6–8 marca 2020 roku: – 1. miejsce K1 Rules poniżej 60 kg, – 1. miejsce piontfighting poniżej 60 kg, – 2. miejsce Kick Light poniżej 60 kg; – Puchar Najlepszej Policjantki Turnieju.
- Mistrzostwa Polski Służb Mundurowych w Kickboxingu, Krynica Zdrój, 25–27 września 2020 roku: – 1. miejsce K1 Rules poniżej 65 kg, – 1. miejsce piontfighting poniżej 65 kg, – 2. miejsce Kick Light poniżej 65 kg.
- Puchar Polski Służb Mundurowych w Kickboxingu, Kalisz, 18–20 czerwca 2021 roku: – 2. miejsce K1 Rules poniżej 60 kg, – 1. miejsce Piontfighting poniżej 60 kg, – 1. miejsce Kick Light poniżej 60 kg; – Puchar Najlepszej Zawodniczki Turnieju.

Źródła:.

## Praca zawodowa
Od 2012 roku jest policjantką. Od grudnia 2013 roku pracowała w Komendzie Powiatowej Policji w Tomaszowie Mazowieckim, gdzie zajmowała się zwalczaniem przestępczości przeciwko mieniu. Obecnie pracuje w Wydziale Doboru, a wcześniej w Wydziale Kadr i Szkolenia Komendy Wojewódzkiej Policji w Łodzi. Poza Policją jest trenerką w Tomaszowskiej Akademii Taekwon-do.

## Odznaczenia
W 2015 roku odznaczona przez Komendanta Głównego Policji – Brązową, a w 2018 roku – Srebrną Odznaką Policyjnej Sprawności Fizycznej. Jest jedyną policjantką z tak wysokim odznaczeniem w województwie łódzkim.